# RATP-Baureihe MP 89
Die Baureihe MP 89 ist ein Fahrzeugtyp des Pariser Verkehrsunternehmens RATP. Wie bei Fahrzeugen der Pariser Métro üblich, steht „MP“ für Matériel sur pneumatiques (Material auf gasgefüllten Reifen), die Zahl für das Jahr des Entwicklungsbeginns.

## Vorgeschichte
Im Jahr 1931 stellte die Firma Michelin einen Leichttriebwagen für Eisenbahnen vor, dessen Räder mit luftgefüllten Gummireifen versehen waren. Die Vorteile waren ein ruhigerer Lauf, zu dem ein besseres Beschleunigungs- und Bremsverhalten und Steigungsvermögen kamen. Ab August 1951 experimentierte die Métro (Untergrundbahn) von Paris mit gummibereiften Zügen. Die zufriedenstellenden Ergebnisse beim Betrieb des Versuchsfahrzeugs MP 51 führten zu dem Beschluss, eine ganze Linie auf gummibereiften Betrieb umzustellen. Ab November 1956 wurde die Métrolinie 11 auf die Baureihe MP 55 umgestellt, wobei bis Oktober 1957 Mischverkehr mit herkömmlichen Fahrzeugen der Bauart Sprague-Thomson bestand. Letzteres ist generell möglich, da die Fahrbalken für die gasgefüllten Reifen seitlich der weiterhin vorhandenen Gleise angebracht sind.
1963 folgte die Umstellung der Linie 1 und 1967 jene der Linie 4, für letztere wurde die Baureihe MP 59 entwickelt. Als vorerst letzte gummibereifte Bauart kam die Baureihe MP 73 für die Linie 6 hinzu.

## Geschichte und Beschreibung
Die Verlängerung der Linie 1 nach La Défense, der Ersatz der MP 55 auf der Linie 11 und der absehbare Baubeginn der Linie 14 erforderten eine neue Baureihe von gummibereiften U-Bahn-Fahrzeugen. Im Oktober 1990 bestellte die RATP bei CEC Alsthom 426 Wagen einer neuen Großserie, wobei die Züge durchgehend begehbar sein sollten. Zwischen 1996 und 2000 wurden 21 Sechswagenzüge des Typs MP 89 CA für die Linie 14 ausgeliefert, die vollautomatisch ohne Fahrer verkehren, sowie von 1997 bis 2000 52 entsprechende Züge mit Führerständen (MP 89 CC) für die fahrergesteuerte Linie 1. Für deren Design zeichnete Roger Tallon verantwortlich.

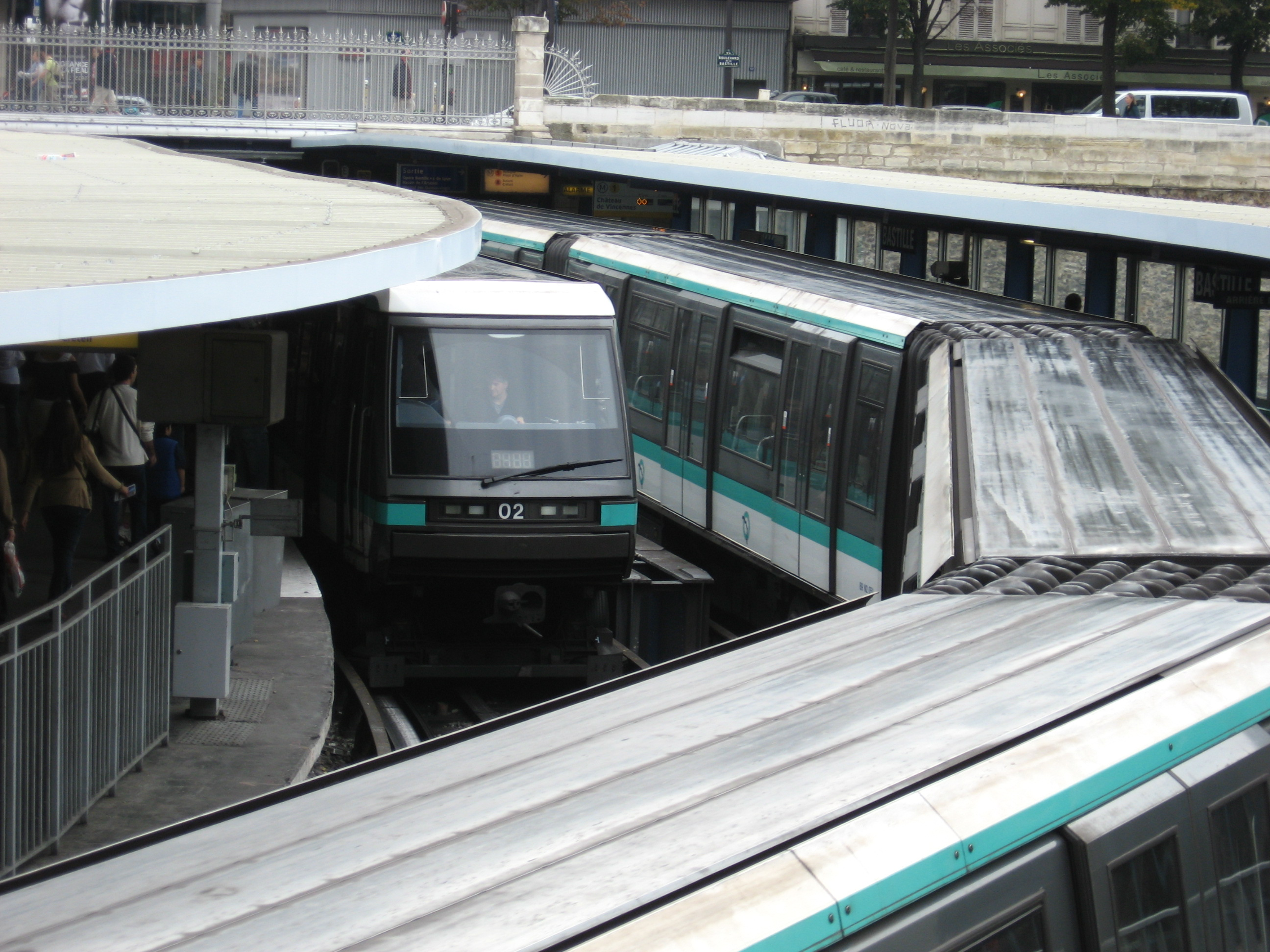
Die engen Kurven in der Station Bastille erforderten geänderte Wagenübergänge bei den CC-Zügen der Linie 1

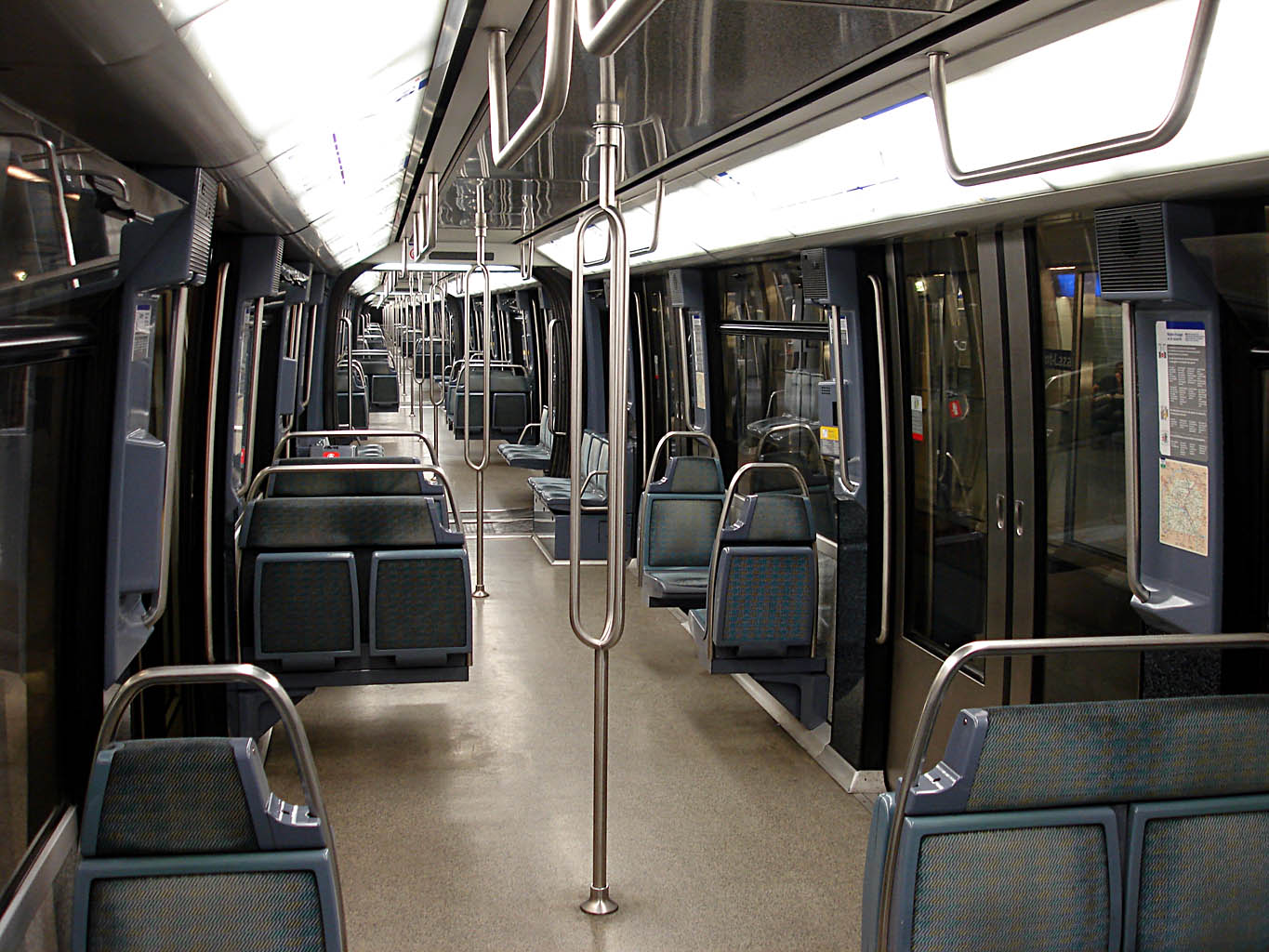
Innenraum eines MP 89 CA mit Paulstra-Wagenübergängen

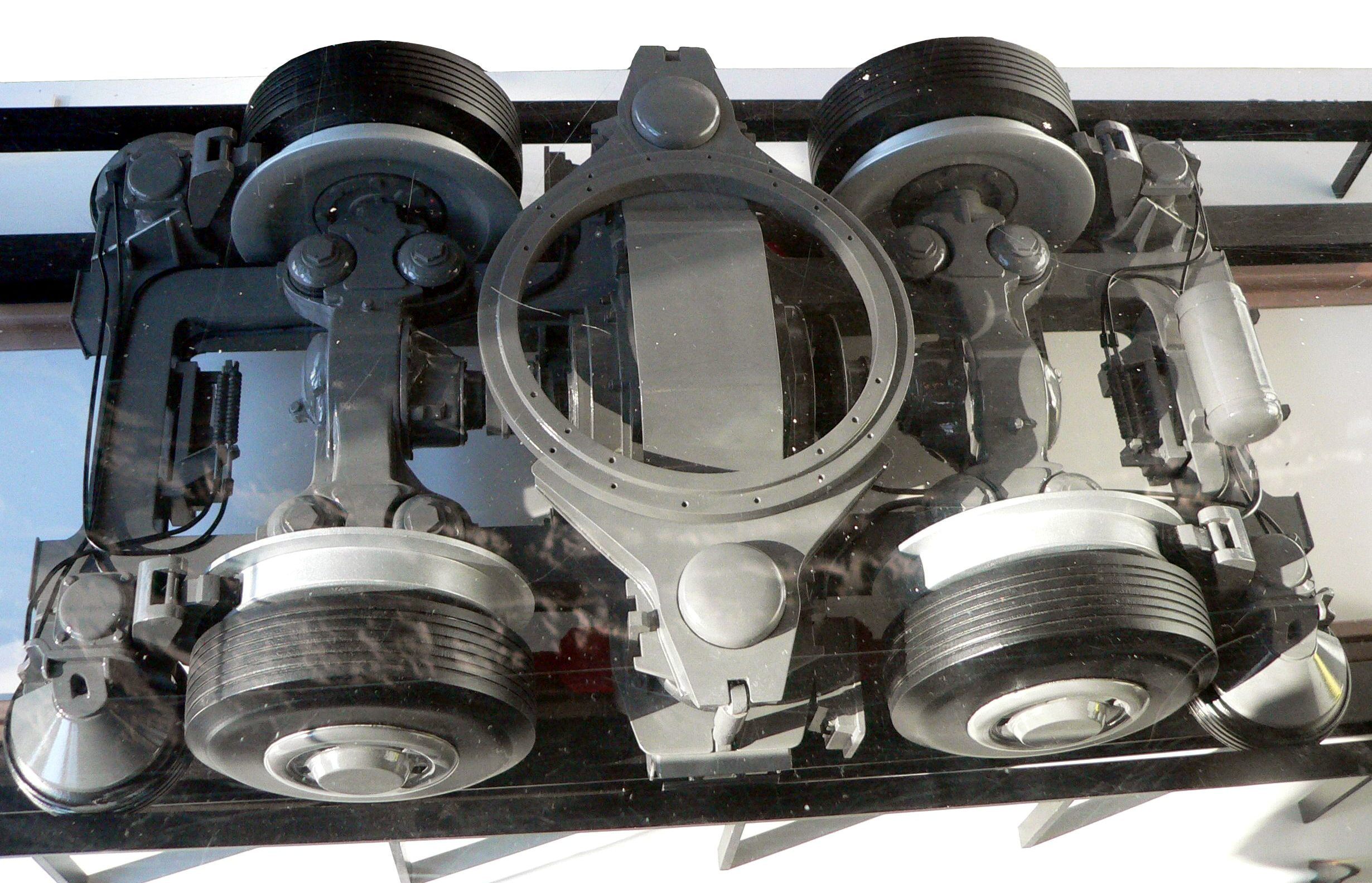
Triebdrehgestell eines MP 89

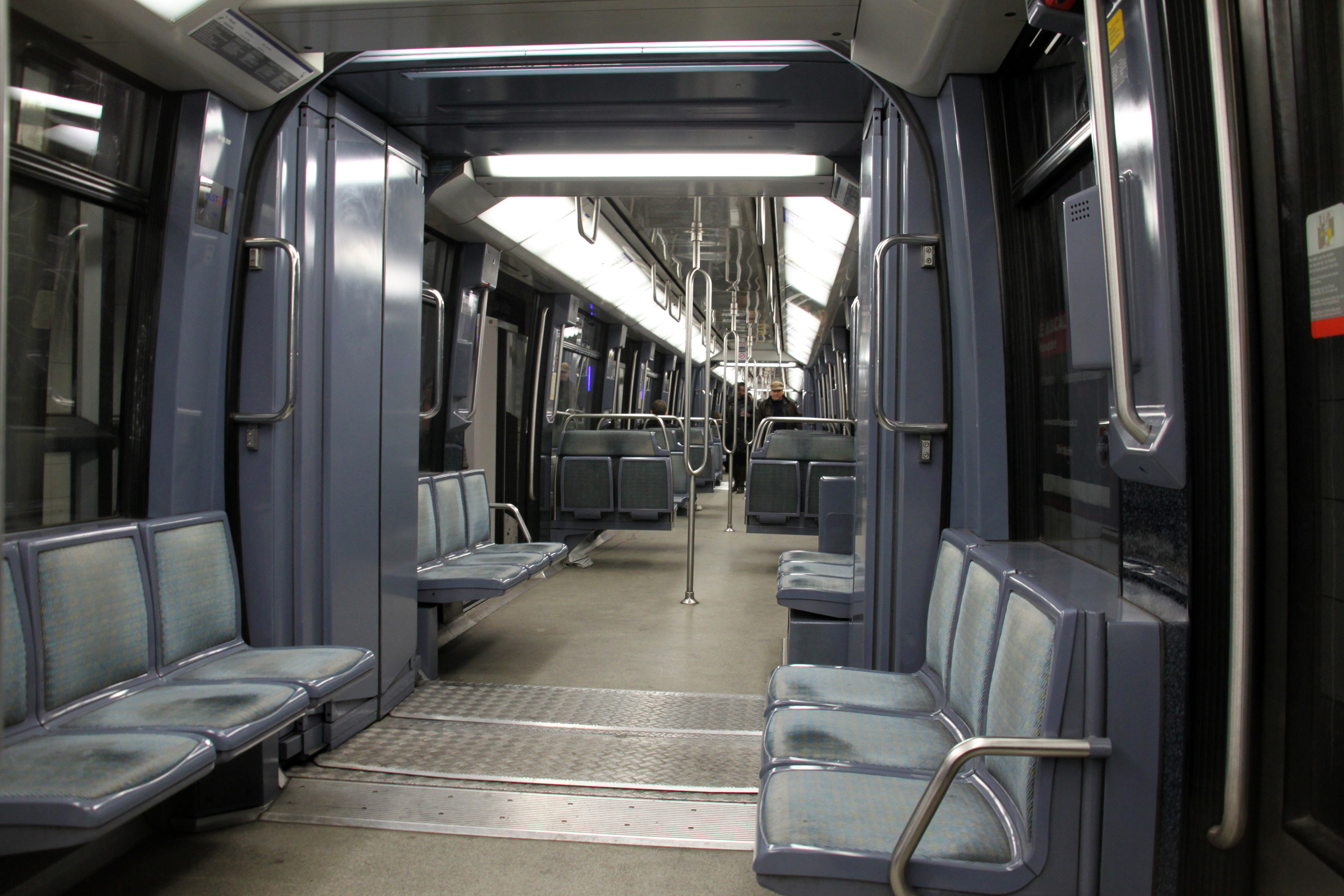
SIG-Hübner-Wagenübergang in einem MP 89 CC

Die Züge bestehen aus Triebwagen (mit dem Buchstaben „N“ bezeichnet) ohne Führerstand und beidseitig jeweils einem unmotorisierten Steuerwagen (bezeichnet als „S“), die eingesetzte Formation ist S+N+N+N+N+S (seit 2023 auch S+N+N+N+S). Die S-Wagen der fahrergesteuerten Züge des Typs MP 89 CC weisen an den Zugenden einen regulären Führerstand auf, jene der vollautomatischen Unterbauart MP 89 CA verfügen dort lediglich über verschlossene Notfahrpulte. Indes können die CC-Züge auch im vollautomatischen Betrieb eingesetzt werden.
Die Wagenkästen bestehen aus verschweißten Aluminuim-Strangprofilen. Sie weisen je Seite drei zweiflügelige Türen mit einer Durchgangsbreite von 1,65 m auf. Die breiten Wagenübergänge ermöglichen eine gute Durchgängigkeit; wegen der engen Kurven in der Station Bastille wurde ein erhöhter Verschleiß deren Gummiwülste der Typs Paulstra befürchtet, daher erhielten die CC-Züge der Linie 1 an den Übergängen horizontal bewegliche Wände der Bauart SIG-Hübner. Die meisten Sitze sind nicht auf dem Boden verankert, was dessen Reinigung erleichtert.
Die Drehgestelle der Triebwagen sind Triebdrehgestelle und weisen je einen Motor auf, jene der Steuerwagen sind antriebslose Laufdrehgestelle. Deren Federung wird durch die vier gasgefüllten Reifen und zwei Luftkissen gewährleistet. Stahlräder an den Innenseiten der Reifen bilden ein redundantes System, sie halten den Zug, z. B. nach dem Platzen eines Reifens, in der Spur. In Weichenbereichen sind die Fahrbalken abgesenkt, sodass die Spurkränze der Stahlräder in das Gleis greifen und das Fahrzeug vorübergehend führen. Für das Schleppen von Zügen sind die Steuerwagen mit Scharfenbergkupplungen ausgestattet.
Die Motoren sind Drehstrom-Asynchronmaschinen mit einer Stundenleistung von je 270 kW. GTO-Thyristoren wandeln die aus seitlichen Stromschienen bezogene Gleichspannung von 750 V in den benötigten Dreiphasenwechselstrom um. Die Stromrückführung erfolgt mittels Schleifkontakten über die Schienen. Dank einer elektronisch gesteuerten Rekuperationsbremse pro Triebdrehgestell wird der beim Bremsen erzeugte Strom in das Netz zurückgespeist. Für Notfälle existieren auf die Stahlräder wirkende Druckluftbremsen, zudem sind die Triebdrehgestelle mit Parkbremsen versehen. Über je einen statischen Umformer pro Steuerwagen wird die für je einen Kompressor und das Laden der Batterie benötigte Spannung erzeugt.

## Einsatz

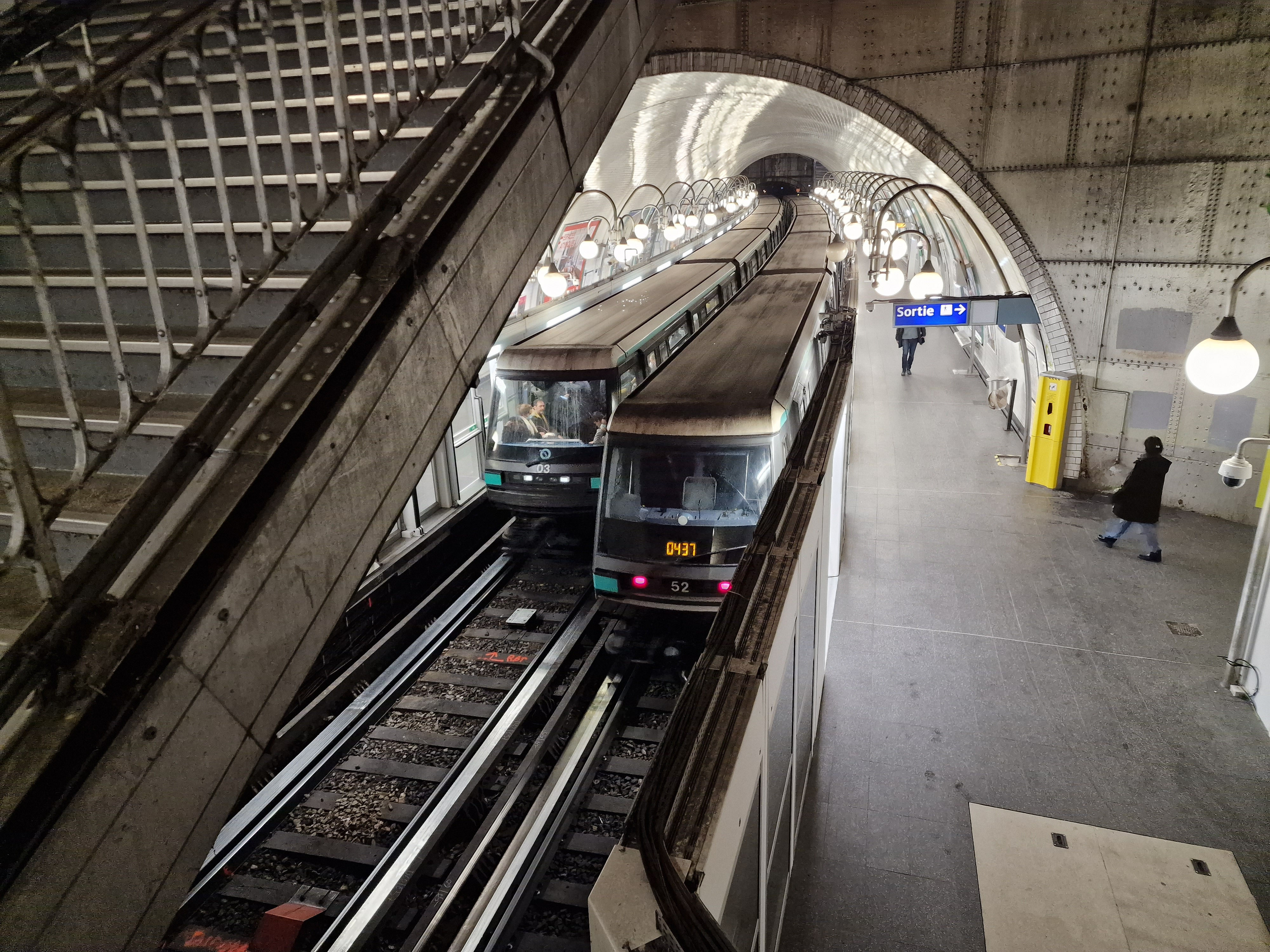
Mischbetrieb von CA (links) und CC in der Station Cité der Linie 4

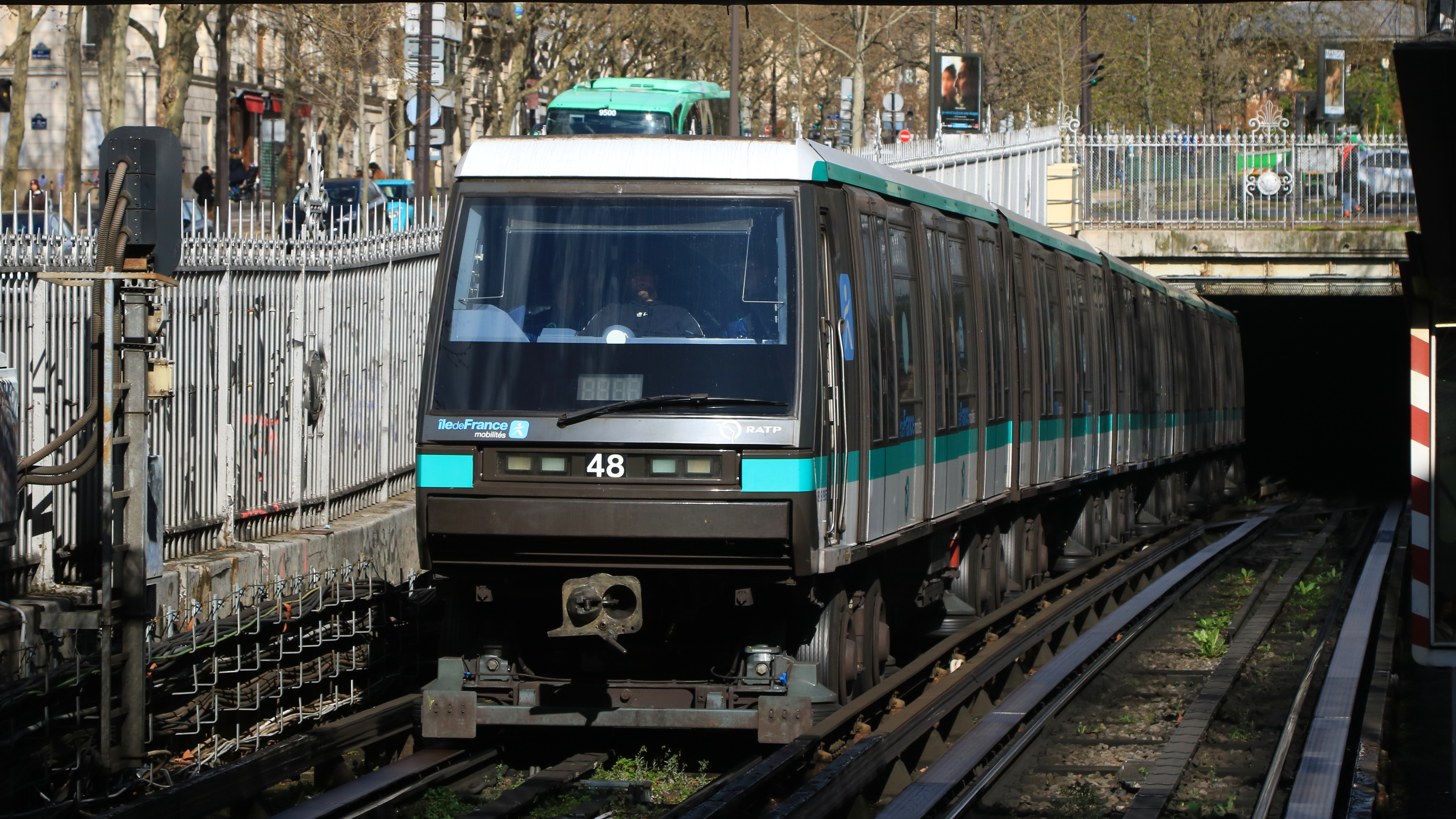
Zug des Typs MP 89 CC bei der Einfahrt in die Hochbahnstation Corvisart der Linie 6

Die Züge der Bauart MP 89 CA kamen ursprünglich ausschließlich auf der Linie 14, jene des Typs MP 89 CC nur auf der Linie 1 zum Einsatz. Letztere wurde zwischen Mai 2011 und Dezember 2012 mit Zügen der Nachfolgebaureihe MP 05 auf vollautomatischen Betrieb umgestellt und die CC-Züge auf die Linie 4 umgesetzt.
Bis 2023 wurden auf der Linie 14 die CA-Fahrzeuge durch längere Züge der Bauart MP 14 ersetzt, die CA-Züge kamen zur Linie 4. Im Zuge der Umstellung der Linie 4 auf fahrerlosen Betrieb bestand dort von September 2022 an zunächst ein Mischbetrieb von CA- und CC-Zügen; seit Januar 2024 laufen auch dort nur noch sämtliche fahrerlose MP 89 CA sowie einige MP 05. 47 der freigewordenen MP 89 CC wurden 2023 auf die Linie 6 umgesetzt, wo sie – um einen Zwischenwagen verkürzt – als Fünfwagenzüge (S+N+N+N+S) die Baureihe MP 73 verdrängten.

## Nachfolger

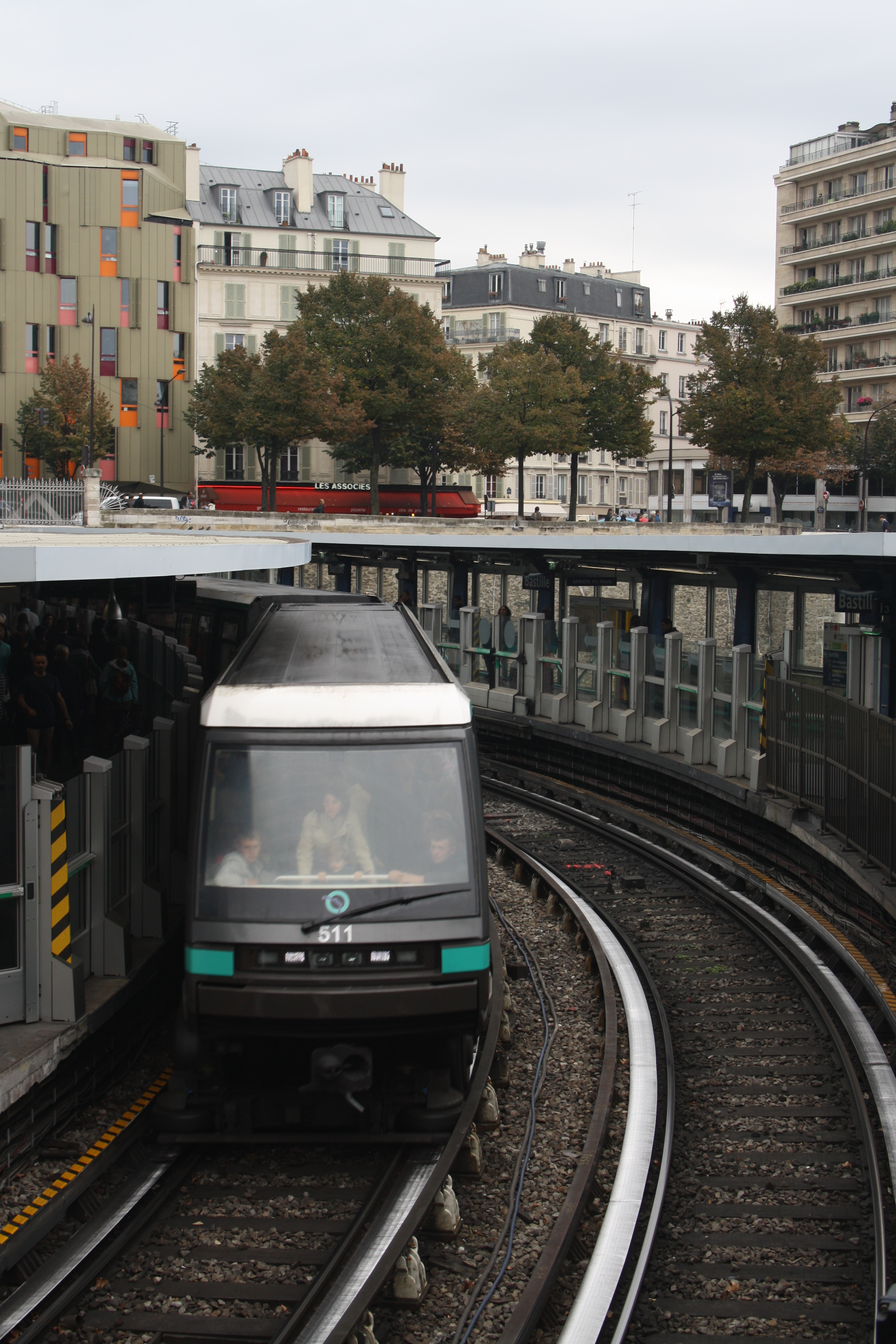
Steuerwagen eines MP 05 in der Station Bastille der Linie 1

In den Jahren 2011/12 lösten 56 vollautomatische Züge der Baureihe MP 05 die MP 89 CC auf der Linie 1 ab, weitere 11 gelangten zur Linie 14. Äußerlich unterscheiden sie sich kaum von den MP 89 CA, der Innenraum wurde indes überarbeitet und mit einem modernen Fahrgastinformationssystem ausgestattet.

## Verwandte Fahrzeuge
Die auf der Linie M2 der Métro Lausanne eingesetzten Fahrzeuge der Bauart Be 8/8 TL entsprechen weitgehend dem vollautomatischen Pariser Typ MP 89 CA. Sie verkehren als Zweiwagenzüge aus zwei Triebwagen, deren sämtliche Drehgestelle motorisiert sind.
Die U-Bahn der chilenischen Hauptstadt Santiago de Chile setzt mit der Baureihe NS-93 vom MP 89 CC abgeleitete, jedoch 2,60 m breite und bis zu acht Wagen lange Züge mit fahrergesteuertem Betrieb ein.

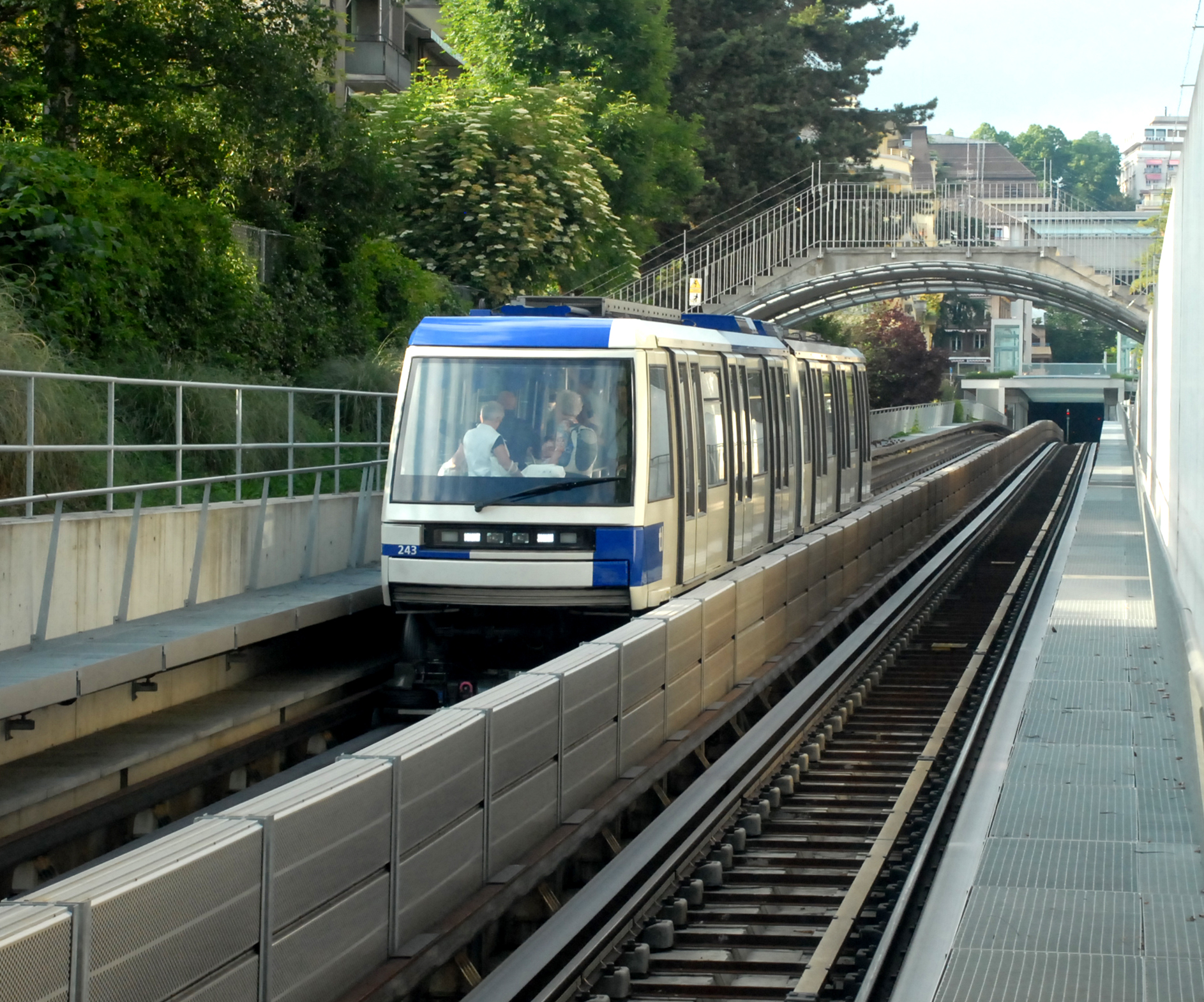
Be 8/8 TL der Linie M2 der Métro Lausanne
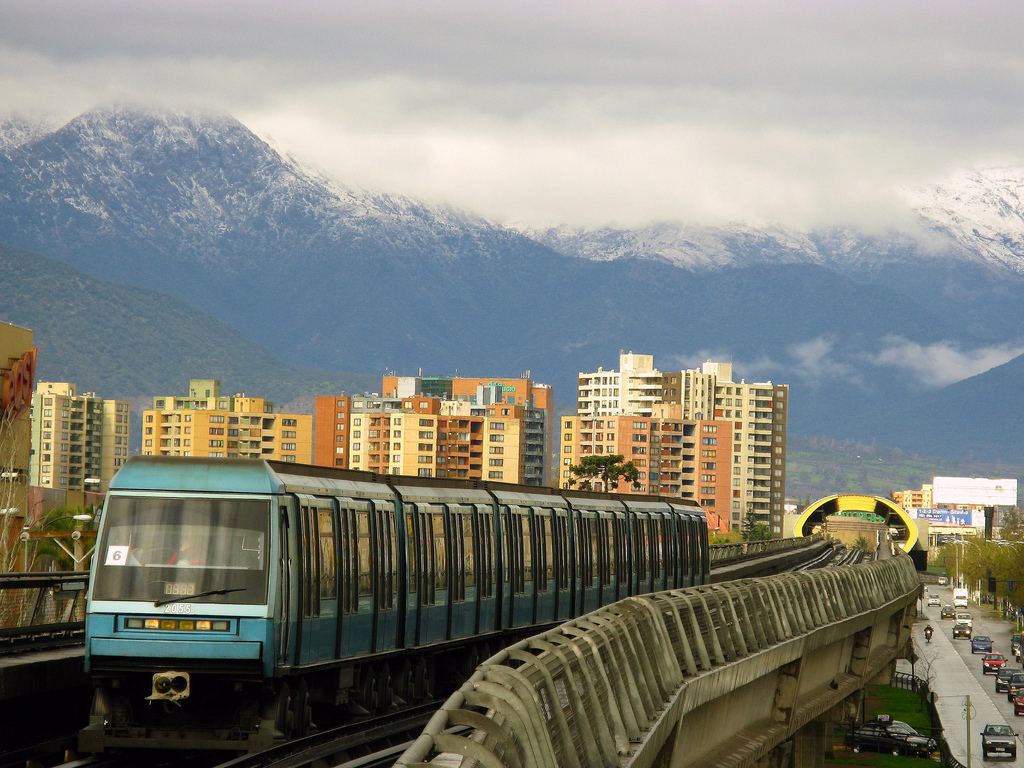
NS-93 der Metro de Santiago